# Petrovac (Bosnie-Herzégovine)
Pour les articles homonymes, voir Petrovac.
Petrovac (en serbe cryillique : Петровац) est une municipalité de Bosnie-Herzégovine située dans la république serbe de Bosnie. Selon les premiers résultats du recensement bosnien de 2013, elle compte 367 habitants.
Le centre administratif de la municipalité est le village de Drinić.

## Géographie
La municipalité de Petrovac est entourée par celles de Bosanski Petrovac (Fédération de Bosnie-et-Herzégovine) au nord et à l'ouest, Ribnik et Istočni Drvar à l'est et Drvar au sud.

## Histoire
La municipalité de Petrovac a été créée après la guerre de Bosnie et à la suite des accords de Dayton sur le territoire de la municipalité de Bosanski Petrovac d'avant-guerre.

## Localités

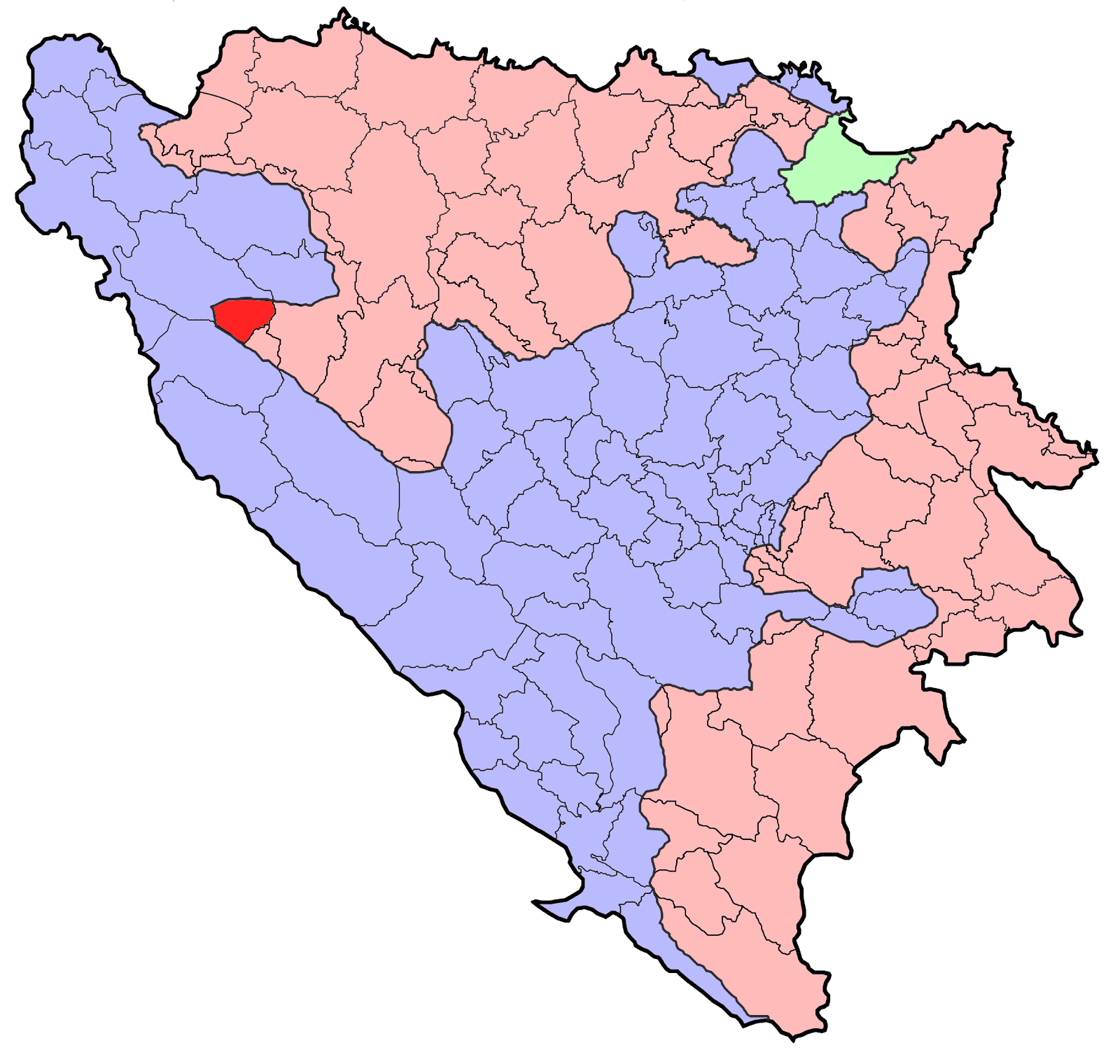
Localisation de la municipalité de Petrovac en Bosnie-Herzégovine

La municipalité de Petrovac compte 6 localités :
- Bravski Vaganac
- Bukovača
- Bunara
- Drinić
- Klenovac
- Podsrnetica

## Politique
À la suite des élections locales de 2012, les 11 sièges de l'assemblée municipale se répartissaient de la manière suivante :
| Parti                                               | Sièges |
| --------------------------------------------------- | ------ |
| Alliance démocratique nationale (DNS)               | 4      |
| Alliance des sociaux-démocrates indépendants (SNSD) | 3      |
| Parti démocratique serbe (SDS)                      | 2      |
| Parti socialiste (SP)                               | 1      |
| Parti social-démocrate (SDP)                        | 1      |

Drago Kovačević, à la tête d'une coalition entre l'Alliance des sociaux-démocrates indépendants (SNSD) et le Parti socialiste (SP), a été élu maire de la municipalité.